# Something 'Bout Love
"Something 'Bout Love" é uma canção do cantor norte-americano David Archuleta, que foi lançada em 20 de julho de 2010 como primeiro single de seu segundo álbum de estúdio - não considerando Christmas from the Heart - The Other Side of Down.
O single vendeu 21 mil cópias digitais em sua primeira semana nos Estados Unidos.

## Lançamento
"Something 'Bout Love" foi disponibilizado para download digital nos Estados Unidos pelo iTunes, em 20 de julho de 2010, antes de ter sido oficialmente liberado para airplay, o que ocorreu em 3 de agosto. Seu videoclipe estreou dois dias depois, através da Vevo.